# Diócesis de Parintins
La diócesis de Parintins (en latín: Dioecesis Parintinensis y en portugués: Diocese de Parintins) es una circunscripción eclesiástica de la Iglesia católica en Brasil. Se trata de una diócesis latina, sufragánea de la arquidiócesis de Manaos. Desde el 21 de diciembre de 2022 su obispo es José Albuquerque de Araújo.

## Territorio y organización
La diócesis tiene 68 387 km² y extiende su jurisdicción sobre los fieles católicos de rito latino residentes en parte del estado de Amazonas.
La sede de la diócesis se encuentra en la ciudad de Parintins, en donde se halla la Catedral de Nuestra Señora del Carmen.
En 2019 en la diócesis existían 9 parroquias.

## Historia
La prelatura territorial de Parintins fue erigida el 12 de julio de 1955 con la bula Ceu boni patrisfamilias del papa Pío XII, obteniendo el territorio de la arquidiócesis de Manaos.
El 13 de julio de 1963 cedió una parte de su territorio para la erección de la prelatura territorial de Borba (hoy diócesis de Borba) mediante la bula Ad Christi divini del papa Pablo VI.
El 30 de octubre de 1980 la prelatura territorial de Parintins fue elevada al rango de diócesis.

## Estadísticas
Según el Anuario Pontificio 2020 la diócesis tenía a fines de 2019 un total de 200 900 fieles bautizados.
| Año                                                                             | Población            | Población | Población      | Sacerdotes | Sacerdotes    | Sacerdotes    | Bautizados por sacerdote | Diáconos permanentes | Religiosos | Religiosos | Parroquias |
| Año                                                                             | Bautizados católicos | Total     | % de católicos | Total      | Clero secular | Clero regular | Bautizados por sacerdote | Diáconos permanentes | Varones    | Mujeres    | Parroquias |
| ------------------------------------------------------------------------------- | -------------------- | --------- | -------------- | ---------- | ------------- | ------------- | ------------------------ | -------------------- | ---------- | ---------- | ---------- |
| 1965                                                                            | 72 000               | 75 000    | 96.0           | 16         |               | 16            | 4500                     |                      |            | 10         | 7          |
| 1970                                                                            | 88 000               | 90 000    | 97.8           | 18         |               | 18            | 4888                     |                      | 20         | 16         | 5          |
| 1976                                                                            | 107 000              | 110 000   | 97.3           | 16         | 1             | 15            | 6687                     |                      | 17         | 20         | 7          |
| 1980                                                                            | 113 000              | 116 000   | 97.4           | 17         | 1             | 16            | 6647                     |                      | 19         | 20         | 8          |
| 1990                                                                            | 144 000              | 150 000   | 96.0           | 16         | 4             | 12            | 9000                     |                      | 18         | 15         | 8          |
| 1999                                                                            | 163 000              | 172 000   | 94.8           | 20         | 4             | 16            | 8150                     |                      | 19         | 20         | 32         |
| 2000                                                                            | 166 000              | 175 020   | 94.8           | 23         | 6             | 17            | 7217                     |                      | 19         | 24         | 8          |
| 2001                                                                            | 173 000              | 182 681   | 94.7           | 23         | 7             | 16            | 7521                     |                      | 19         | 24         | 8          |
| 2002                                                                            | 170 000              | 193 600   | 87.8           | 22         | 7             | 15            | 7727                     |                      | 18         | 26         | 8          |
| 2003                                                                            | 170 000              | 195 500   | 87.0           | 22         | 7             | 15            | 7727                     |                      | 18         | 26         | 8          |
| 2004                                                                            | 170 000              | 195 600   | 86.9           | 23         | 8             | 15            | 7391                     |                      | 18         | 26         | 9          |
| 2013                                                                            | 191 500              | 221 000   | 86.7           | 29         | 14            | 15            | 6603                     |                      | 18         | 17         | 10         |
| 2016                                                                            | 196 300              | 226 700   | 86.6           | 28         | 13            | 15            | 7010                     | 2                    | 17         | 14         | 10         |
| 2019                                                                            | 200 900              | 232 000   | 86.6           | 26         | 15            | 11            | 7726                     | 4                    | 11         | 20         | 9          |
| Fuente: Catholic-Hierarchy, que a su vez toma los datos del Anuario Pontificio. |                      |           |                |            |               |               |                          |                      |            |            |            |

## Episcopologio
- Sede vacante (1955-1961)

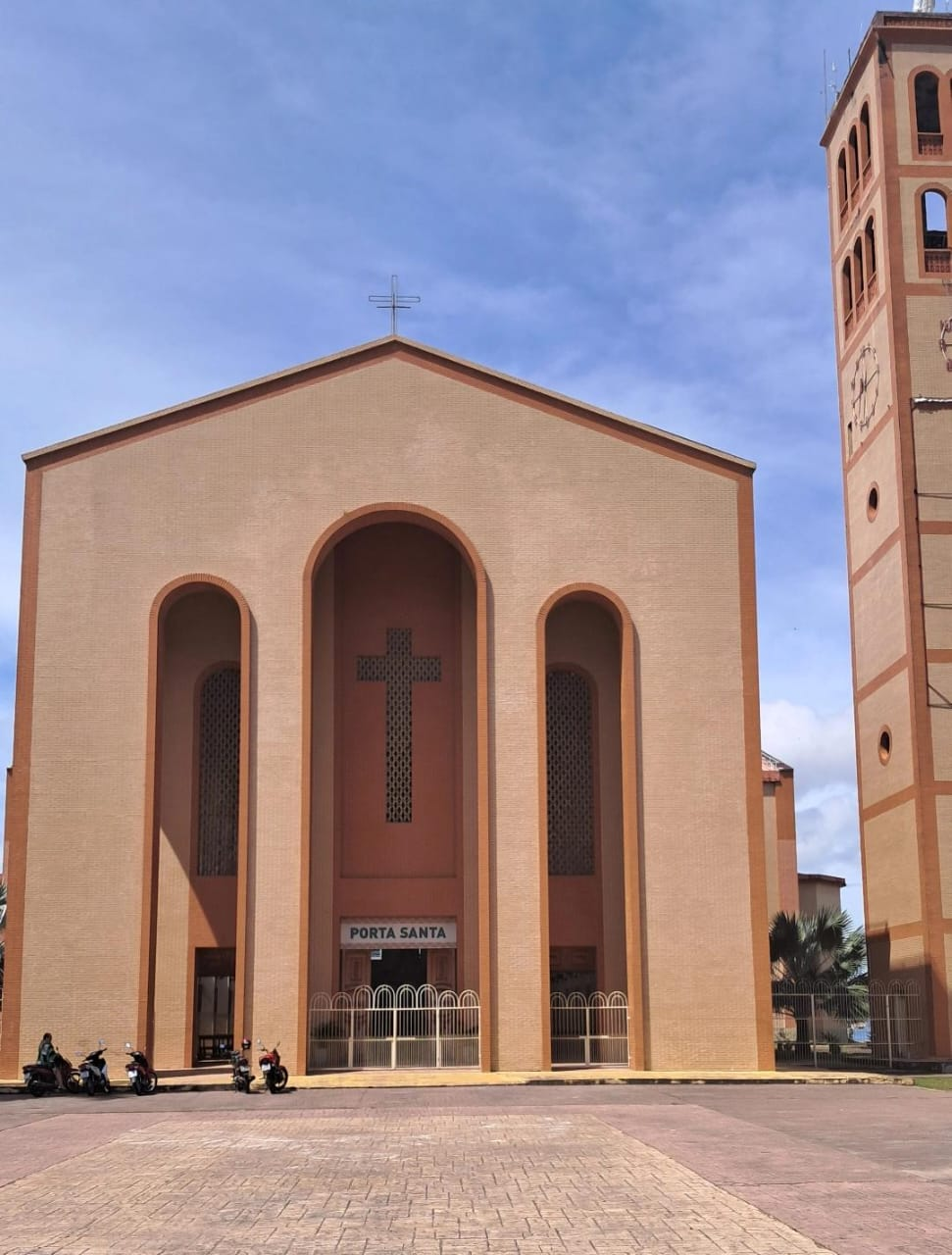
Catedral de la diócesis

- Arcângelo Cerqua, P.I.M.E. † (4 de febrero de 1961-15 de julio de 1989 renunció)
- Giovanni Risatti, P.I.M.E. † (15 de julio de 1989 por sucesión-20 de enero de 1993 nombrado obispo de Macapá)
- Gino Malvestio, P.I.M.E. † (9 de marzo de 1994-7 de septiembre de 1997 falleció)
- Giuliano Frigeni, P.I.M.E. (20 de enero de 1999-21 de diciembre de 2022 retirado)
- José Albuquerque de Araújo, desde el 21 de diciembre de 2022